# هیکی کاهکونن
هیکی کاهکونن (فنلاندی: Heikki Kähkönen; ۲۶ دسامبر ۱۸۹۱ – ۳۰ ژوئن ۱۹۶۲) کشتی‌گیر اهل فنلاند بود.